# 高周波同調受信機

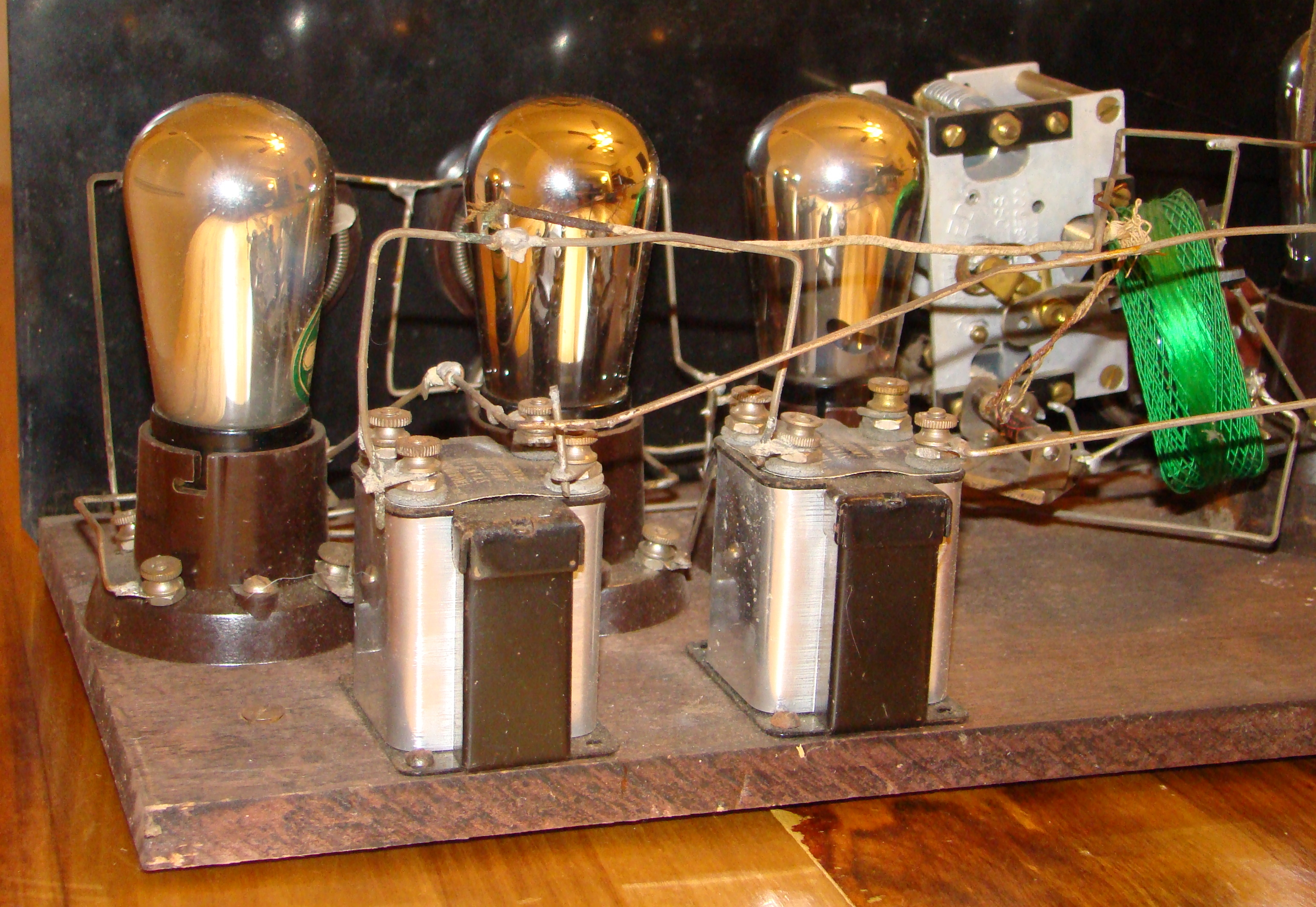
1920年代のTRF受信機

高周波同調受信機（英：tuned radio frequency receiver、TRF受信機）とは、いくつかの高周波同調増幅回路と検波回路と音響信号増幅回路という構成の受信機。3段のTRF受信機は、RF（高周波）段、検波段、音響増幅段から成る。一般に検波段を駆動するには、2つか3つのRF増幅器で同調および増幅する必要がある。検波段は直接RF信号を情報に変換し、音響増幅段は情報信号を利用可能なレベルにする。20世紀初期にはよく使われていたが、各段でそれぞれ個別に局の周波数に同調させる必要があり、操作が難しいという問題があった。複同調とも。その後、エドウィン・アームストロングが発明したスーパーヘテロダイン受信機に取って代わられていった。
TRF受信機については1916年、アーンスト・アレキサンダーソンが特許を取得している。彼の考え方は、干渉信号を低減させつつ各段が望みの信号を増幅するというものであった。最終段は単純なグリッドリーク検波器となっていることが多かった。
高周波同調（Tuned Radio Frequency）という用語の意義は、スーパーヘテロダイン受信機と比較すると分かりやすい。高周波同調受信機は受信周波数そのままで同調を行うが、スーパーヘテロダイン受信機では中間周波数に変換した後で同調する。今日でも、趣味でラジオを作る場合はTRF受信機であることが多く、単段のものも複数段のものもある。
TRF受信機の問題点は、電極間の寄生容量によって発振したり、LC回路の特性が変化してしまう点である。1922年、ルイス・アラン・ヘーゼルタインはニュートロダイン回路を発明した。これは、名前が示すとおり、電極間寄生容量を中和するものだった。
古いTRF受信機は、その形状でそれと分かるものが多い。一般に横長で高さはそれほどなく、跳ね上げ式のふたを開けると内部の真空管やLC回路にアクセスできる。前面パネルには2つから3つの大きなダイヤルがあり、それぞれが1つの段を制御する。内部にはいくつかの真空管と大きなコイルがある。コイルの磁場が相互に影響を与えないよう、若干傾けて配置されることがある。

## TRF受信機の欠点
TRF受信機には、以下に挙げる3つの欠点がある。
1つ目の欠点は、入力周波数の範囲が広いとき、ある中心周波数に同調させたときの帯域幅が一定でない点である。高周波では表皮効果により電流は導体の表面付近に集まって流れる性質があるため、周波数が高くなるほどコイルの抵抗が大きくなり、結果としてタンク回路（LC並列共振回路）のQ値（Q=XL/R）は受信周波数の上昇に応じ低下する。帯域幅 (f/Q) が周波数とともに大きくなることから、周波数によってフィルタ回路の選択性能が変化し、受信周波数帯の低い方で帯域幅を調整した場合は時として、高い受信周波数では混信を招きやすい。
2つ目の欠点は、複数のRF増幅回路を同じ中心周波数に同調させなければならないため、安定性が悪い点である。高周波での多段増幅は増幅回路の各段間の寄生容量により発振しやすいため、各増幅回路を微妙に異なる周波数（中心周波数の少し上や少し下）にずらして同調させ発振条件を避ける手法がとられる。この技法をスタガー同調と呼ぶ。
3つ目の欠点は、周波数帯域が広いと、周波数によって利得が一定しない点である。これは増幅素子の制約とともに、スタガー同調をとるRF増幅器の各段のタンク回路のL/C比がその原理上、一様にできないためである。